# Bulgária uralkodóinak listája
Az alábbi táblázat Bulgária uralkodóinak névsorát tartalmazza. A bolgár történelem egyes szakaszaiban másképpen nevezték a balkáni birodalom vezetőjét. A korai időkben, a bolgár állam megszületésének idején az uralkodók a baltavar címet vették fel, amely magyarra fordítva körülbelül azt jelenti, hogy az avarok ura. Később a kán, majd a kagán címet vették fel Bulgária urai.
I. Simeon vette fel a bolgár uralkodók legtovább érvényben maradó címét, a cári címet. Ezt a magas rangot jelző uralkodói címet Szimeon akkor vette fel, amikor 913-ban győzelmet aratott az örök rivális Bizánc felett.
A bolgár történelem felosztása alapján a bolgár uralkodók három korban ülhettek trónra. A Római Birodalom bukása után a mai Bulgária területén fennállt Moesia és Trákia területén több nép is átvonult. A hunokat a szlávok követték, akik olyan jelentős számban jelentek meg a félszigeten, hogy a 7. században a Duna folyása mellé érkező ősbolgárok uralma ellenére, megtartották nyelvüket, amelyet a hódítók is átvettek. Az Első Bolgár Birodalom megalakulása a ősbolgár törzsek Balkánba vezetőjével, Aszparuhhal köthető össze. Ő volt az a fejedelem, aki 681-ben elismertette a bizánci császárral a szuverén Bolgár Birodalmat. A birodalom egészen 1018-ig fennmaradt, amikor Bizáncnak sikerült meghódítania a szomszédos államot.
A sorozatos felkelések és lázadások sokáig nem vezettek eredményre az idegen hatalom ellen. Azonban 1185-ben két nemesi származású ifjú, Péter és Iván Aszen állt a fegyveres felkelők élére, akik felszabadították a hajdani birodalom északi részét. Ezzel megvetették a Második Bolgár Birodalom alapjait. A tatárjárást ez a birodalom is elszenvedte, de sokkal komolyabb következményekkel járt az északi szomszéd, Magyarország hódítópolitikája. A magyar hadjáratok anarchiába süllyesztették Bulgáriát, amely az 1393-ban támadó Oszmán Birodalom ellen nem tudta megvédeni magát, és ezzel közel ötszáz évre török fennhatóság alá került.

Csak 1878-ban sikerült megszabadulni a félhold uralmától, és ekkor térhettek vissza Bulgária trónjára az elűzött cárok. A 20. század viharos éveiben nem ingott meg a bolgár trón, de 1946-ban a Szovjetunió támogatta kommunista párt végül elűzte az utolsó cárt a bolgár trónról.

## A középkori Bulgária uralkodói (680–1396)
| Uralkodó                                                    | Uralkodása  | Megjegyzés                                                                       |
| ----------------------------------------------------------- | ----------- | -------------------------------------------------------------------------------- |
| Dulo nemzetség                                              |             |                                                                                  |
| Aszparuh bolgárul: Аспарух (k. 640–701)                     | 680 – 701   | Kuvrat fia, az első dunai bolgár birodalom alapítója.                            |
| Tervel bolgárul: Тервел (k. 675–721)                        | 701 – 721   | Aszparuh bolgár kán fia.                                                         |
| Kormeszij bolgárul: Кормесий (8. század–738)                | 721 – 738   | Tervel bolgár kán fia.                                                           |
| Szevar bolgárul: Винех (8. század–753)                      | 738 – 753   | Származása bizonytalan.                                                          |
| Ukil nemzetség                                              |             |                                                                                  |
| Vineh bolgárul: Севар (8. század)                           | 753 – 760   | Származása bizonytalan.                                                          |
| Télecs bolgárul: Телец (k. 731–764)                         | 760 – 763   | Nem ismert a rokoni kapcsolata a kánnal.                                         |
| Szabin bolgárul: Сабин (8. század)                          | 763 – 766   | Házassága révén Kormeszij bolgár kán rokona.                                     |
| Umár bolgárul: Умор (8. század)                             | 766         | Mindössze negyven napig uralkodott.                                              |
| Toktu bolgárul: Токту (8. század–767)                       | 766 – 767   | Egyes források szerint Szevar bolgár kán leszármazottja.                         |
| Pagan bolgárul: Паган (8. század–768)                       | 767 – 768   | Vineh bolgár kán fia.                                                            |
| Telerig bolgárul: Телериг (k. 706–777)                      | 768 – 777   | Tervel bolgár kán fia.                                                           |
| Kardám bolgárul: Кардам (k. 735–803)                        | 777 – 803   | Egyes források szerint Toktu bolgár kán testvére.                                |
| Krum-ház                                                    |             |                                                                                  |
| Krum bolgárul: Крум (k. 755–814)                            | 803 – 814   | Származása bizonytalan. Egyes források Kardám bolgár kán unokaöccseként jelölik. |
| Omurtag bolgárul: Омуртаг (8. század–831)                   | 815 – 831   | Krum bolgár kán fia.                                                             |
| Malamir bolgárul: Омуртаг (8. század–836)                   | 831 – 836   | Omurtag bolgár kán fia.                                                          |
| Preszján bolgárul: Пресиян (9. század–852)                  | 836 – 852   | Malamir bolgár kán unokaöccse.                                                   |
| I. Borisz bolgárul: Борис I (k. 828–907)                    | 852 – 889   | Preszján bolgár kán fia. Lemondott.                                              |
| Vladimir bolgárul: Владимир (k. 850–893 után)               | 889 – 893   | I. Borisz bolgár kán fia. Trónfosztották.                                        |
| I. Simeon bolgárul: Симеон I (k. 864–927)                   | 889 – 927   | Vladimir bolgár kán testvére. Cárnak koronázták.                                 |
| I. Péter bolgárul: Петър I (k. 912–970)                     | 927 – 969   | I. Simeon bolgár cár fia. Lemondott.                                             |
| II. Borisz bolgárul: Борис II (k. 931–977)                  | 969 – 971   | I. Péter bolgár cár fia. Trónfosztották.                                         |
| Bizánci Birodalom (971–976)                                 |             |                                                                                  |
| Komitopuli-ház                                              |             |                                                                                  |
| Sámuel bolgárul: Самуил (k. 958–1014)                       | 976 – 1014  | 997-ben cárnak koronázták.                                                       |
| Gavril Radomir bolgárul: Гаврил Радомир (k. 970–1015)       | 1014 – 1015 | Sámuel bolgár cár fia.                                                           |
| Iván Vladiszláv bolgárul: Иван Владислав (10. század–1018)  | 1015 – 1018 | Gavril Radomir bolgár cár unokaöccse.                                            |
| Bizánci Birodalom (1018–1185)                               |             |                                                                                  |
| Aszen-ház                                                   |             |                                                                                  |
| II. Péter bolgárul: Петър II (12. század–1197)              | 1185 – 1187 | Származása nem ismert. Trónfosztották.                                           |
| I. Iván Aszen bolgárul: Иван Асен I (12. század–1196)       | 1187 – 1196 | II. Péter bolgár cár testvére.                                                   |
| II. Péter bolgárul: Петър II (12. század–1197)              | 1196 – 1197 | Ez volt második regnálása.                                                       |
| Kaloján bolgárul: Калоян (k. 1168–1207)                     | 1197 – 1207 | II. Péter és I. Iván Aszen bolgár cárok testvére.                                |
| Boril bolgárul: Борил (12. század–1218 után)                | 1207 – 1218 | Kaloján bolgár cár unokaöccse. Trónfosztották.                                   |
| II. Iván Aszen bolgárul: Иван Асен II (k. 1190–1241)        | 1218 – 1241 | I. Iván Aszen bolgár cár fia.                                                    |
| I. Kálmán bolgárul: Калиман I (k. 1234–1246)                | 1241 – 1246 | II. Iván Aszen bolgár cár fia.                                                   |
| II. Mihály bolgárul: Михаил II (k. 1239–1256)               | 1246 – 1256 | I. Kálmán bolgár cár testvére.                                                   |
| II. Kálmán bolgárul: Калиман II (12. század–1257)           | 1256 – 1257 | I. Iván Aszen bolgár cár unokája.                                                |
| Konstantin bolgárul: Константин (13. század–1277)           | 1257 – 1277 | Nemanja István szerb fejedelem unokája.                                          |
| Ivajlo bolgárul: Ивайло (13. század–1281)                   | 1277 – 1279 | Lázadó vezérből lett cár. Trónfosztották.                                        |
| III. Iván Aszen bolgárul: Иван Асен III (k. 1259–1303)      | 1279 – 1280 | II. Iván Aszen bolgár cár unokája. Trónfosztották.                               |
| Terter-ház                                                  |             |                                                                                  |
| I. György bolgárul: Георги I (13. század–k. 1309)           | 1280 – 1292 | II. Iván Aszen bolgár cár unokájának a férje.                                    |
| Szmilec bolgárul: Смилец (13. század–1298)                  | 1292 – 1298 | Származása bizonytalan. Trónfosztotta I. Györgyöt.                               |
| Csaka bolgárul: Чака (k. 1250–1300)                         | 1299 – 1300 | I. György bolgár cár keresztfia. Trónfosztották.                                 |
| Teodor Szvetoszláv bolgárul: Тодор Светослав (k. 1270–1322) | 1300 – 1322 | I. György bolgár cár fia.                                                        |
| II. György bolgárul: Георги II (13. század–1323)            | 1322 – 1323 | Teodor Szvetoszláv bolgár cár fia.                                               |
| Sisman-ház                                                  |             |                                                                                  |
| III. Mihály bolgárul: Михаил III (1280 után–1330)           | 1323 – 1330 | Teodor Szvetoszláv bolgár cár özvegyét vette feleségül.                          |
| Iván István bolgárul: Иван Стефан (14. század–1376)         | 1330 – 1331 | III. Mihály bolgár cár fia. Trónfosztották.                                      |
| Iván Sándor bolgárul: Иван Стефан (14. század–1371)         | 1331 – 1371 | Iván István bolgár cár unokatestvére.                                            |
| Iván Sisman bolgárul: Иван Шишман (k. 1350–1395)            | 1371 – 1395 | Iván Sándor bolgár cár fia. Tarnovóból uralkodott fivérével párhuzamosan.        |
| Iván Szracimir bolgárul: Иван Срацимир (k. 1328–1397)       | 1356 – 1396 | Iván Sisman bolgár cár féltestvére. Vidinből uralkodott fivérével párhuzamosan.  |
| Bulgária török megszállása (1396–1878)                      |             |                                                                                  |

## Az újkori Bulgária uralkodói (1879–1946)
| Uralkodó                                       | Portré | Uralkodása                                 | Uralkodási évei | Megjegyzés |
| ---------------------------------------------- | ------ | ------------------------------------------ | --------------- | --- |
| Battenberg-ház                                 |        |                                            |                 | |
| I. Sándor bolgárul: Александър I (1857–1893)   |        | 1879. április 29. – 1886. szeptember 7.    | 7 év, 131 nap   | Sándor hesseni herceg és Júlia hercegnő második fia. 1879-ben választották fejedelemmé, 1886-ban egy katonai puccsal trónfosztották.                                                  |
| Szász–Coburg–Koháry-ház                        |        |                                            |                 | |
| I. Ferdinánd bolgárul: Фердинанд I (1861–1948) |        | 1887. július 7. – 1918. október 3.         | 31 év, 88 nap   | Ágost szász–coburg és gotha–koháry herceg és Marie Clémentine d’Orléans másodszülött fia. 1887-ben választották bolgár fejedelemmé, majd 1908-ban lett az újkori Bolgária első cárja. |
| III. Borisz bolgárul: Борѝс III (1894–1943)    |        | 1918. október 3. – 1943. augusztus 28.     | 24 év, 329 nap  | I. Ferdinánd bolgár cár és Mária Lujza fejedelemasszony elsőszülött fia. 1943-ban, tisztázatlan körülmények között hunyt el.                                                          |
| II. Simeon bolgárul: Симеон II (1937–)         |        | 1943. augusztus 28. – 1946. szeptember 15. | 3 év, 18 nap    | III. Borisz bolgár cár és Johanna cárné egyetlen fia. 1946-ban trónfosztják és kikiáltják a népköztársaságot. 2001 és 2005 között Bulgária miniszterelnöke.                           |

## A Dulo nemzetség teljes tagjai
1. Bendegúz (Mundzuk)
2. Rua (Ruga)
3. Bleda (Buda)
4. Atila
5. Irnik (Ernák)
6. Bolah
7. Boarkis királynő
8. Krumbat
9. Askal
10. Gostun
11. Kubrat (Kuvrát)
12. Batbaján
13. Asparuh
14. Tervel
15. Sevar

 Archiválva 2020. szeptember 20-i dátummal a Wayback Machine-ben